# Палац Сан-Бенту
Палац Сан-Бенту або Палац Національного зібрання (порт. Palácio de São Bento) — резиденція португальського парламенту у центрі Лісабону.

## Історія
Побудований в XVII ст. як парадна будівля бенедиктинського монастиря. Надалі неодноразово перебудовувався, особливо після лісабонського землетрусу 1755 року.
Був вилучений з власності церкви 1834 р. і переданий державі як резиденція Кортесів. Наприкінці ХІХ — початку ХХ ст. тут проходили церемонії акламації королів Португалії.
Протягом ХІХ та ХХ століть палац зазнав значних внутрішніх та зовнішніх ремонтних робіт, які зробили його нинішній зовнішній вигляд повністю відмінним від оригіналу. Усередині палацу Сан-Бенто представлені витвори мистецтва, що відтворюють історію Португалії.
Площа перед палацом — традиційне місце політичних демонстрацій. Поблизу палацу знаходиться сучасна добудова і резиденція прем'єр-міністра Португалії.

## Галерея

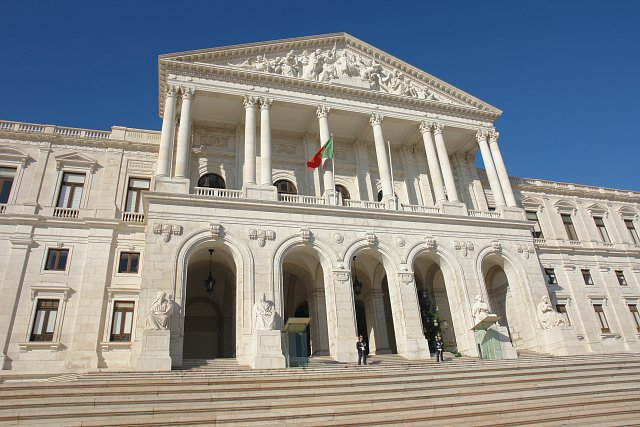
Фронтон у стилі класицизму
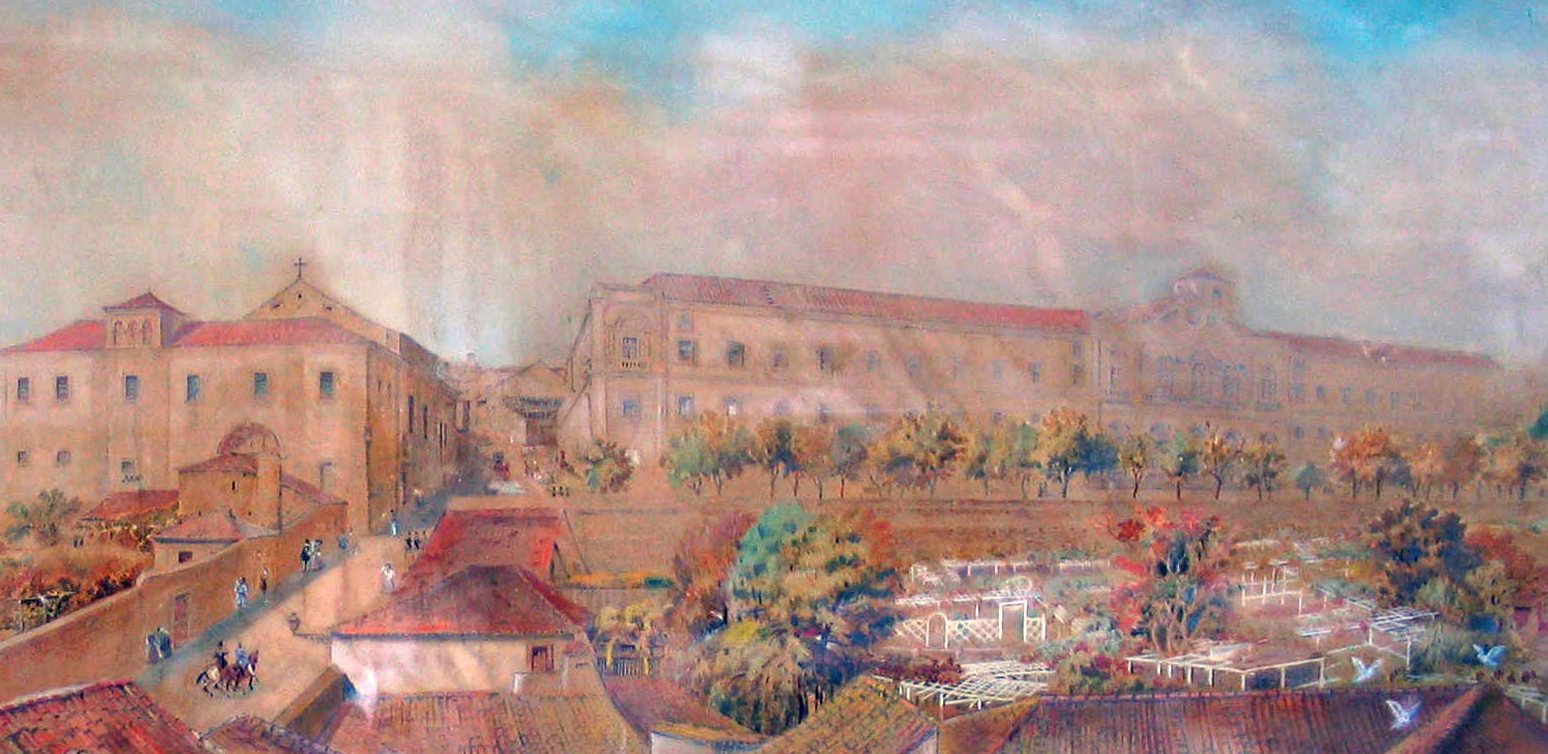
Вид на палац у 1851 р.
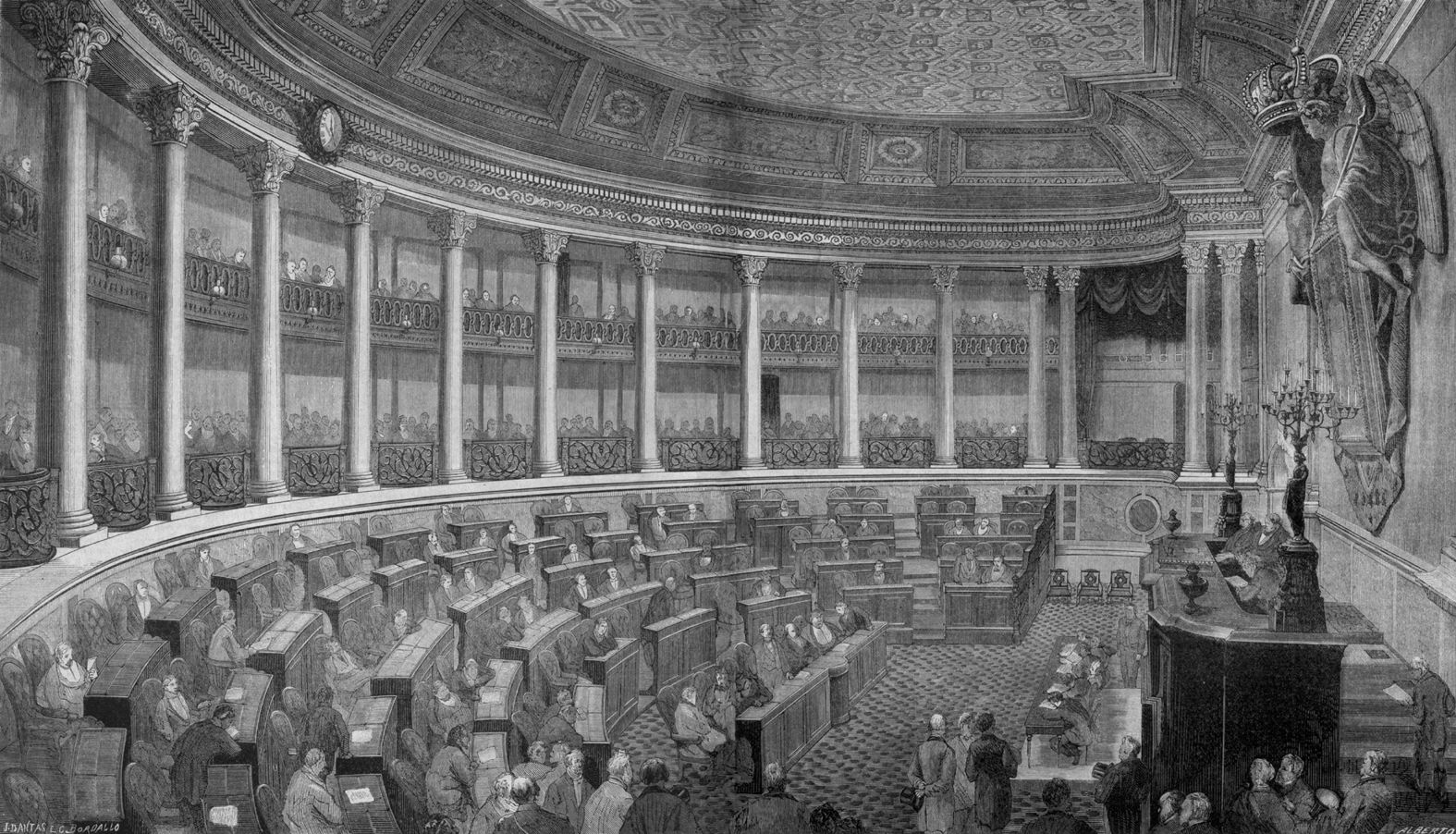
Сесія 1867 р.
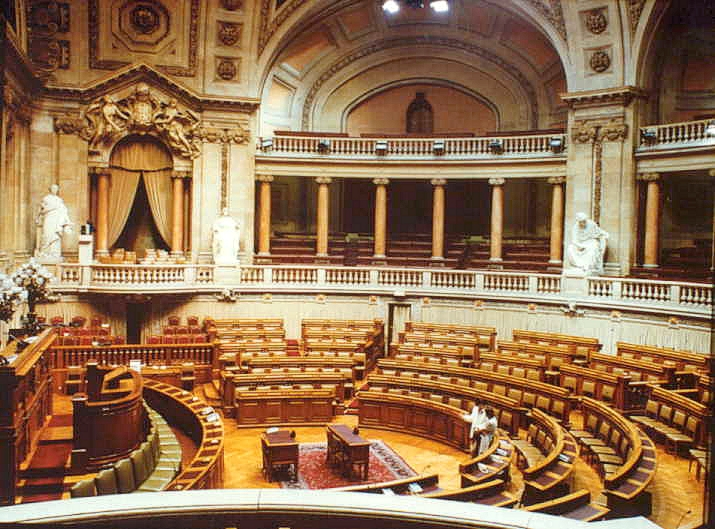
Асамблея Республіки Португалія